# Hans-Georg Sehrt
Hans-Georg Sehrt (* 29. August 1942 in Halle an der Saale; † 4. August 2019 ebenda) war ein deutscher Kunsthistoriker, Kunstkritiker und Kunstsammler.

## Leben
Nach dem Abitur im Jahr 1961 studierte Sehrt von 1963 bis 1967 Musik und Germanistik, fakultativ Kunstgeschichte an der Martin-Luther-Universität Halle-Wittenberg und legte 1967 sein Staatsexamen ab. Von 1967 bis 1984 arbeitete er als Fachlehrer für Musik und Germanistik, von 1976 bis 1984 als Fachberater für Musik und daneben als Lektor an einer Ingenieurschule. Im Jahr 1977 folgte die Promotion im Fach Kunstgeschichte am Institut für Kunstgeschichte der Martin-Luther-Universität Halle-Wittenberg mit der Arbeit Zur Stellung und Funktion von Bauherrn (Auftraggeber) und Baumeister im feudalen Mittelalter. Anschließend war Sehrt von 1984 bis 1987 Bereichsleiter Kunst und stellvertretender Direktor am Kunstmuseum Moritzburg Halle (Saale). Von 1987 bis 1991 arbeitete er freiberuflich als Kunsthistoriker, Kunstkritiker und Lektor, ab 1988 hatte er einen Lehrauftrag im Fach Kunstgeschichte an der Hochschule für Kunst und Design Halle (Burg Giebichenstein) inne. Von 1991 bis 2003 war er Leiter des Dezernates für Kultur und Denkmalpflege des Landes Sachsen-Anhalt beim Regierungspräsidium Halle. Im Jahr 1992 folgte die Verbeamtung, ab 1996 war er leitender Regierungsdirektor, von 2003 bis 2007 Referatsleiter Kultur beim Landesverwaltungsamt Sachsen-Anhalt. Im Jahr 2007 ging er in den Ruhestand.
Sehrt hinterlässt eine Sammlung von ca. 1000 grafischen Blättern sowie Gemälde und Plastiken. Zu seinen bevorzugten Sammelobjekten gehörten auch Künstlerbücher.

## Mitgliedschaften
Sehrt war Mitglied des Kunstkritikerverbandes AICA und Stiftungsratsvorsitzender der Novalis-Stiftung sowie Präsidiumsmitglied der Internationalen Novalis-Gesellschaft. Er war an der Wiedergründung des Halleschen Kunstvereines e. V. beteiligt, dort 1. Vorsitzender und kuratierte mehr als 300 Ausstellungen des Vereins. Von 1985 bis zu seinem Tod war er, mit mehrjähriger Unterbrechung, Vorsitzender der halleschen Bezirksgruppe der Pirckheimer-Gesellschaft. Außerdem war er Mitglied des Redaktionskollegiums der Marginalien – Zeitschrift für Buchkunst und Bibliophilie und Kuratoriumsmitglied der Hochschule Merseburg (FH). Seit 1982 leitete er 35 Jahre lang ehrenamtlich den halleschen Chor der Blinden und Sehschwachen.

## Publikationen
Sehrt veröffentlichte zahlreiche Beiträge zur Kunst des 20. und 21. Jahrhunderts, insbesondere zur Malerei und Grafik. Außerdem war er Herausgeber von rund 120 Katalogen des Kunstvereins Halle an der Saale.
- Von Altenbourg bis Zickelbein. Die Kabinettpresse Berlin 1965 - 1974. Faber & Faber, Leipzig 2003, ISBN 3-936618-01-1. (Jahresgabe der Pirckheimer-Gesellschaft)
- Hallesche und andere Kunst aus dem 20. Jahrhundert und anderen Zeiten. Blick in eine Hallesche Privatsammlung. Malerei, Grafik, Kleinplastik. Hrsg. Hans-Georg Sehrt. Halle (Saale) 2012. (Kataloge des Halleschen Kunstvereins. 110.), ISBN 978-3-941498-10-5
- Zwanzig Jahre und wieder mehr Hallescher Kunstverein – Zur Gründung des Kunstverein vor 180 Jahren und Wiedergründung 1990. Halle (Saale) 2014, 72 S., 176 Abb., mit Beiträgen von Ulf Dräger und Hans-Georg Sehrt, ISBN 978-3-941498-14-3